# Взаимоотношения Золотой Орды с Египтом
Взаимоотношения Золотой Орды с Египтом — дипломатические, политические, торговые и культурные связи правителей Золотой Орды (Улуса Джучи) с мамлюкскими султанами Египта. Установлены накануне и в период распада Монгольской империи.
Продолжение завоевательных войн монгольской армии на Ближнем Востоке встретило противодействие не только мамлюкского правителя Бейбарса, который разбил монгольский отряд в битве при Айн-Джайлуте в 1260 году, но и хана Золотой Орды Берке, ревностного мусульманина и противника несторианской партии монголов, окружавшей Хулагу, наместника империи в Иране. Для противодействия монголам Ирана Бейбарс и Берке заключили дипломатический союз. Значительного развития торговые, культурные и дипломатические отношения Золотой Орды с мамлюкским Египтом достигли при правлении Узбека, который пытался заручиться поддержкой правителей Египта в борьбе против Хулагуидов Ирана. Султан Египта ан-Насир Мухаммад стремился заключить династический брак с представителями рода Чингизидов и жениться на Тулунбай, дочери Тунаджи, родственника хана. После длительных переговоров царевна Тулунбай в 1320 году прибыла в Египет, но по информации, которую сообщили Узбеку послы, ан-Насир Мухаммад через несколько дней выгнал её и выдал замуж за одного из своих мамлюков. В начале 20-х годов она умерла. Известие об этом несколько охладило отношения двух стран. Преемник Узбека Джанибек продолжил связи с Египтом. В 1356 году он совершил поход в Азербайджан, захватил Тебриз, о чем сообщил в своем письме мамлюкскому султану. После двадцатилетней смуты 1361—1380 годов, раздиравшей Золотую Орду, пришедший к власти Токтамыш, также возобновил связи с Египтом. Разрушительные походы Тамерлана, ослабление и распад Золотой Орды привели к прекращению джучидско-мамлюкских связей. Дипломатическая переписка между ними велась на кыпчакском языке. Арабские дипломаты, купцы и путешественники неоднократно посещали Золотую Орду и оставили ценные сведения по истории этого государства.